# Anelytra dividata
Anelytra dividata är en insektsart som beskrevs av Sigfrid Ingrisch 1998. Anelytra dividata ingår i släktet Anelytra, och familjen vårtbitare. Inga underarter finns listade.